# J. Charles Haydon
J. Charles Haydon (27 de marzo de 1876 - 15 de octubre de 1943) fue un director, actor y guionista cinematográfico estadounidense, activo durante la época del cine mudo.
Nacido en Frederick (Maryland), dirigió doce filmes entre 1914 y 1920. 
Como actor, intervino en cinco películas entre 1912 y 1914, y fue el Mago de Oz en la cinta de 1914 His Majesty, the Scarecrow of Oz.
J. Charles Haydon falleció en 1943 en Baltimore, Maryland.

## Selección de su filmografía
- His Majesty, the Scarecrow of Oz (1914)
- The Strange Case of Mary Page (1916)
- Dr. Jekyll and Mr. Hyde (1920)